# 星谷美緒
星谷美緒（日语：／ Hoshitani Mio，1月2日—）是日本的女性聲優，山梨縣出身。隸屬於東京俳優生活協同組合。

## 人物
小學時看了《通靈王》之後，對於動畫有了興趣，中學時開始立志當聲優。
2018年接任今村彩夏為《賽馬娘Pretty Derby》中的角色摩耶重砲配音。

## 演出作品
※粗體字為主要角色。

### 電視動畫
2016年
- 歌之王子殿下 真愛傳奇之星（採訪者）
- 少女編號（女孩子）
- 怪盜Joker 第4期（虎之女孩5）
- LALALA LALA-CHAN 啪嗒啪嗒大戰爭（烏拉拉）

2017年
- 異世界食堂（公王的女兒）
- LALALA LALA-CHAN ☆沉浸於宇宙☆（烏拉拉）

2018年
- 龍族拼圖（觀眾）
- 千緒的通學路（女子）
- 我家的女僕有夠煩！（女子、少女）

2019年
- KIRA KIRA HAPPY★ 打開吧！見習神仙精靈（茱莉）
- 我們真的學不來！（男子A）
- 流汗吧！健身少女（健身房的會員）
- 科學一方通行（學生）
- 閃亮模力小天才（女性粉絲）
- Z/X Code reunion（宗妮[4]、烏丸精華）

2020年
- 籃球少年王（女學生）
- 白貓Project ZERO CHRONICLE（弓使）
- 馬娘四格（摩耶重砲）
- 科學超電磁砲T（女學生）

2021年
- 賽馬娘 Pretty Derby Season 2（摩耶重砲）
- 異世界食堂2（マルガレーテ）

2022年
- 蠟筆小新（人們B）

### 網路動畫
2022年
- 搖曳馬娘（摩耶重砲）

### 遊戲
2016年
- V.D. -Vanishment Day-（瑪伊雅）

2017年
- 問答RPG 魔法使與黑貓維茲（亞萊娜）

2018年
- 賽馬娘Pretty Derby（重砲〈第2代〉[5]）
- 為了誰的鍊金術師（夏蓉[6]）

2019年
- 怪物彈珠（波畢亞）

2020年
- 星空列車與白的旅行（狩葉）

2022年
- 緋染天空 Heaven Burns Red（瑞原藍娜）

2024年
- 兔兔秘密花園（花奈）
- 2025年
- 蔚藍檔案（ノゾミ）

### 廣播節目
- 音泉King「下野紘」的廣播 你當然是＜音泉＞家族對吧？（2018年－，音泉）[7]
- 音泉新人的廣播「守屋亨香與星谷美緒的狼吞虎嚥·通訊」（2018年，音泉）[8]

## 音樂CD

### 角色歌
| 發售日        | 商品名稱                                                  | 演唱名義                             | 歌曲 | 備註          |
| ------------- | --------------------------------------------------------- | ------------------------------------ | ---- | ------------- |
| 2017年9月17日 | Z/X -Zillions of enemy X- Character Song Album All of You | Ignition Girls（星谷美緒、春村奈奈） | 「」 | 《Z/X》主題曲 |

## 外部連結
- 事務所官方簡歷 （页面存档备份，存于）（日語）
- 星谷美緒的X（前Twitter）（日語）